# 密齿柳
密齿柳（学名：Salix characta）是杨柳科柳属的植物，为中国的特有植物。分布于中国大陆的甘肃、青海、内蒙古、山西、河北、陕西等地，生长于海拔2,200米至3,200米的地区，常生长在山坡和山谷中，目前尚未由人工引种栽培。

## 别名
陇山柳（秦岭植物志）

## 异名
- Salix characta Schneid. f. glabra